# Kirke Stillinge Sogn
Kirke Stillinge Sogn 
ist eine Kirchspielsgemeinde (dän.: Sogn)
auf der Insel Sjælland im südlichen Dänemark.
Bis 1970 gehörte sie zur Harde Slagelse Herred im damaligen Sorø Amt, danach zur Slagelse Kommune im Vestsjællands Amt, die im Zuge der  Kommunalreform zum 1. Januar 2007 in der „neuen“ Slagelse Kommune in der Region Sjælland aufgegangen ist.
Im Kirchspiel leben 2536 Einwohner, davon 696 im Kirchdorf (Stand: 1. Januar 2023).
Im Kirchspiel liegt die Kirche „Kirke Stillinge Kirke“.

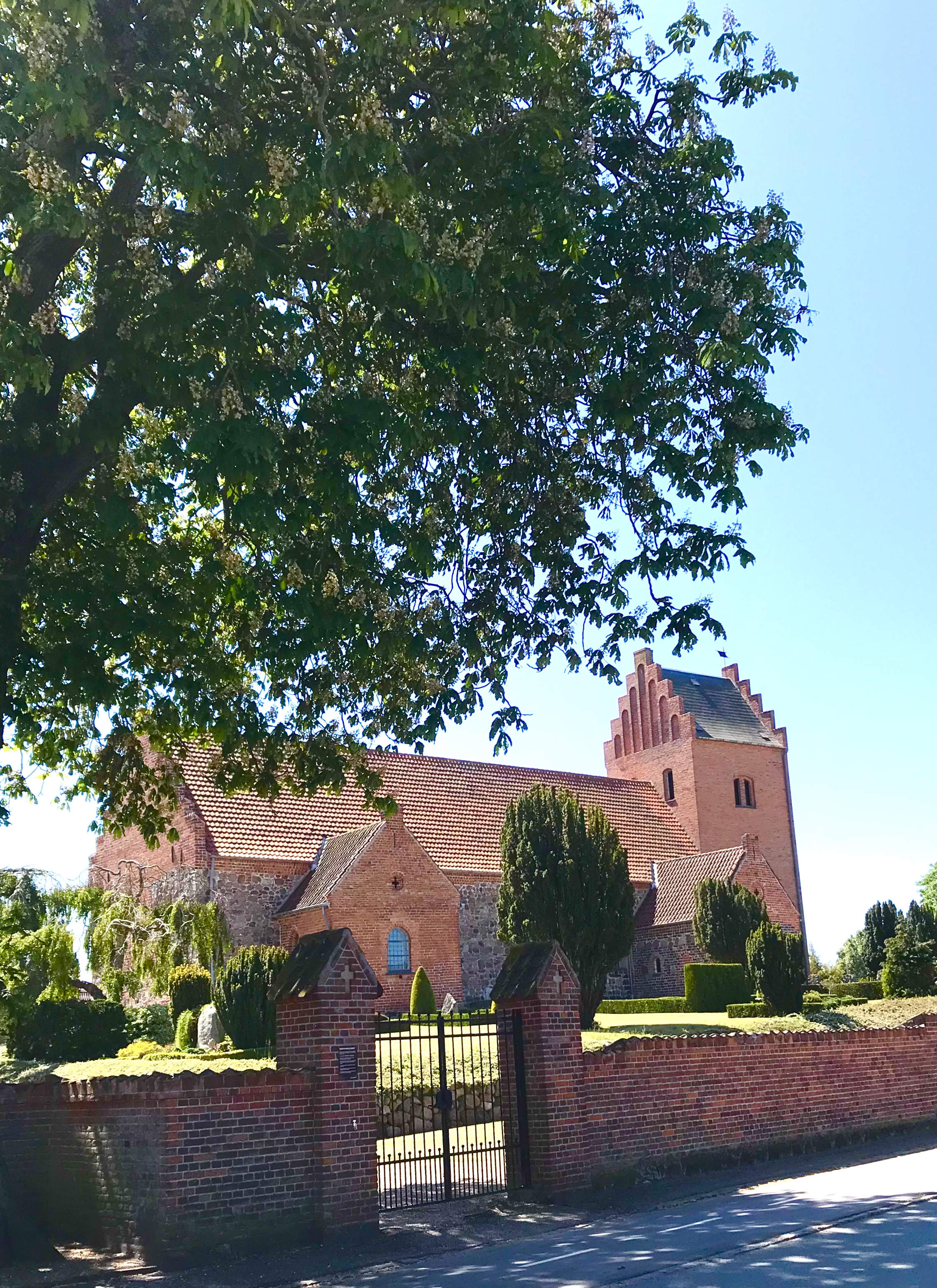
Kirke Stillinge Kirke

Nachbargemeinden sind  im Südwesten Tårnborg Sogn,  im Süden Vemmelev Sogn  im Südosten Hejninge Sogn und im Osten Sankt Peders Sogn und Havrebjerg Sogn, ferner in der benachbarten Kalundborg Kommune im Nordosten Gierslev Sogn und im Norden Drøsselbjerg Sogn. 